# Barlaston
Barlaston is een civil parish in het bestuurlijke gebied Stafford, in het Engelse graafschap Staffordshire met 2.659 inwoners.

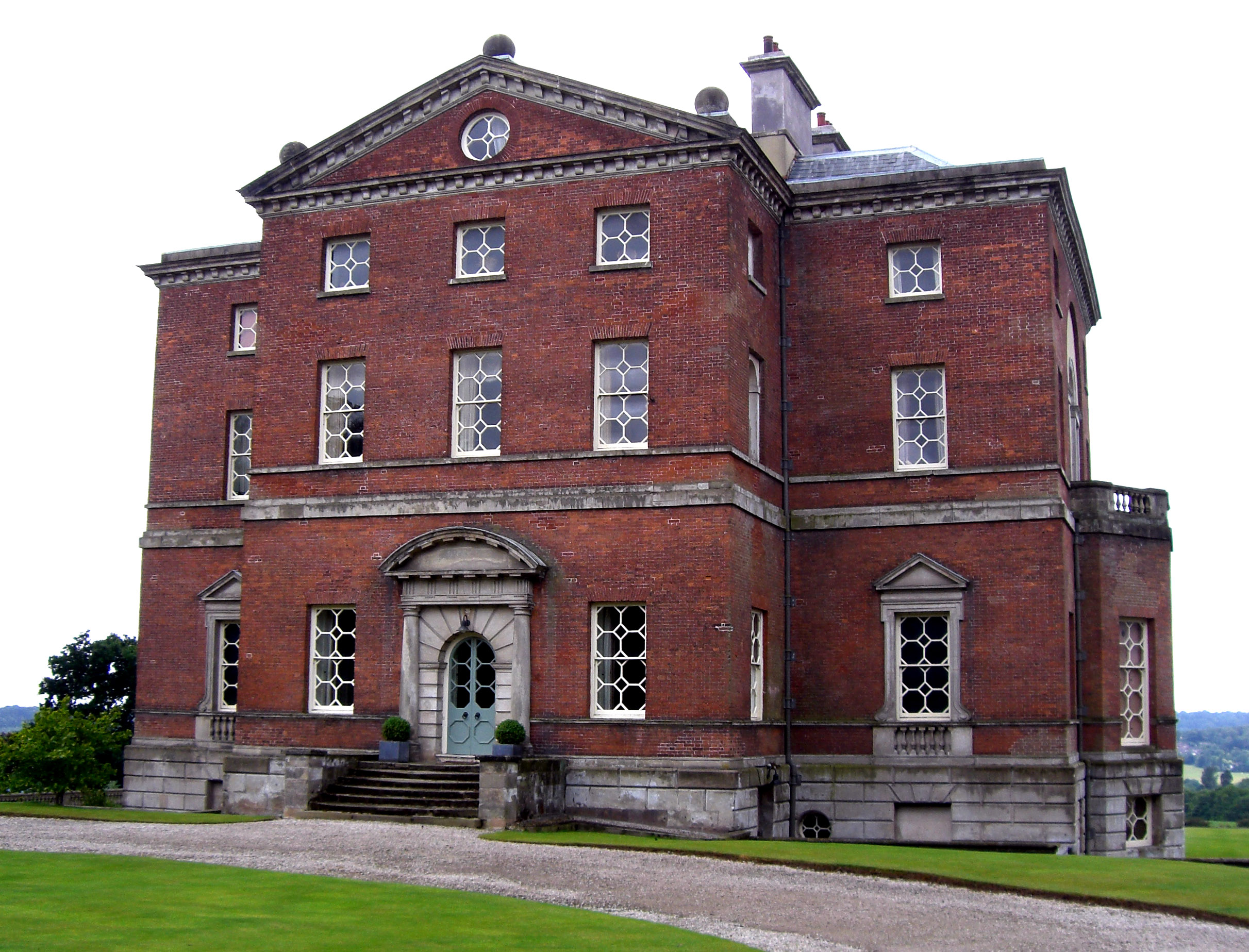
Barlaston Hall